# Awol One
Awol One (* in East Los Angeles, Kalifornien; bürgerlich Anthony Martin) ist ein US-amerikanischer Rapper. Er gilt als Vertreter des Alternative Hip-Hop und ist Mitglied der Shape Shifters. Andere Schreibweisen seines Künstlernamens sind AWOL One und AWOL ONE.

## Werdegang
Awol One wurde als Sohn eines Portugiesen und einer Irin in East Los Angeles geboren. Er interessierte sich für Musik und Kunst und begann seine Karriere schließlich als Teil der Shape Shifters. 1998 veröffentlichte er sein erstes Album außerhalb der Gruppe, zusammen mit DJ ESP als Three Eyed Cowz. Es folgten weitere Kollaborationen mit verschiedenen Künstlern, bevor er 2004 mit Self Titled sein erstes komplett eigenständiges Soloalbum auf den Markt brachte.
Als er zusammen mit Busdriver und dem Shape Shifters-Mitglied Circus durch Kanada tourte, traf er den Produzenten und DJ Factor, mit dem er zunächst die Single Try und später die Alben Only Death Can Kill You und Owl Hours aufnahm. Letzteres wurde von Xzibit exekutiv produziert, den er schon vor Beginn seiner Karriere kannte.

## Diskografie

### Alben
als Awol One
- Souldoubt (2001; Meanstreet), mit Daddy Kev
- Speakerface (2002; Celestial), mit Mike Nardone
- Propaganda (2002; Massmen), mit Fat Jack
- Number 3 on the Phone (2002; Records Broken), mit Daddy Kev
- Slanguage (2003; Mush), mit Daddy Kev
- Self Titled (2004; Image Entertainment / Paladin Creative Superco.)
- The War of Art (2006; Cornerstone)
- The Chemikillz (2006; Eigenvertrieb), mit Mascaria
- Only Death Can Kill You (2007; Cornerstone), mit Factor
- Splitsville (2007; Camobear), mit Josh Martinez und DJ Moves
- Eggs of Blood (2009; nur digitale Veröffentlichung), mit Mascaria
- Owl Hours (2009; Fake Four), mit Factor
- The Landmark (2011; Fake Four), mit Faktor

als Three Eyed Cowz
- The Evil Cow Burger (1998; Records Broken), mit DJ ESP
- Four Eyed Mortalz (2000; Records Broken), mit DJ ESP

als The Horrendous Acts of Violence
- The Horrendous Acts of Violence (2007; MVD)

### EPs
- Killafornia (2005; Alpha Pup Records), mit Daddy Kev

### Kompilationen
- Rebirth (2002; Full Circle), 2004 von Cornerstone mit Bonusliedern neu veröffentlicht
- Reborn (2004; Eigenvertrieb)
- Afterbirth (2007; 2.99 Records)

## Filmografie

### Videoalben
- A Road To Nowhere (2004; Cornerstone)
- Audiovisual Bombshelter, Vol. 4: The Playback Crunch (2008; MVD)